# Supercopa Internacional 2023
La Supercopa Internacional 2023, llamada Supercopa Internacional «Mostaza» por motivos de patrocinio, fue la segunda edición de esta copa nacional del fútbol argentino. La disputaron River Plate, campeón del Trofeo de Campeones 2023 y primero de la tabla general de la temporada 2023, y Talleres  (C), segundo de la misma tabla.
Originalmente, iba a disputarse luego de la finalización de la Copa de la Liga Profesional 2024, pero por problemas con la organización, el partido fue postergado luego de que el convenio firmado entre la AFA y el Consejo de Deportes del Emirato de Abu Dabi fuera rescindido. El 7 de enero de 2025, la AFA confirmó como fecha de disputa el 5 de marzo. Más tarde, se designó al estadio General Pablo Rojas, de Asunción, como sede del partido.
El campeón fue Talleres (C), que se impuso en los tiros desde el punto penal, ganando así su primer título a nivel nacional.

## Equipos participantes
| River Plate  | Campeón del Trofeo de Campeones 2023 y primero de la tabla general de la temporada 2023 |
| Talleres (C) | Segundo de la tabla general de la temporada 2023                                        |

## Partido
| 5 de marzo de 2025 | River Plate                                            | 0:0 (t. s.)(2:3 p.)        | Talleres (C)                                                    | Estadio General Pablo Rojas, Asunción               |                                                     |
| 20:00 (UTC-3)      |                                                        | Reporte                    |                                                                 | Árbitro(s): Nicolás Ramírez VAR: Lucas Novelli Sanz | Árbitro(s): Nicolás Ramírez VAR: Lucas Novelli Sanz |
|                    |                                                        | Tiros desde el punto penal |                                                                 |                                                     |                                                     |
|                    | Rojas · Martínez · Borja · Montiel · Colidio · Lanzini |                            | Reynoso · Mosqueira · Tarragona · Ortegoza · Bustos · Benavídez |                                                     |                                                     |

### Ficha
| 1          | POR        | Franco Armani         |     |
| 4          | DEF        | Gonzalo Montiel       |     |
| 6          | DEF        | Germán Pezzella       |     |
| 28         | DEF        | Lucas Martínez Quarta |     |
| 20         | DEF        | Milton Casco          |     |
| 31         | MED        | Santiago Simón        |     |
| 24         | MED        | Enzo Pérez            |     |
| 8          | MED        | Maximiliano Meza      | 73' |
| 30         | DEL        | Franco Mastantuono    | 46' |
| 9          | DEL        | Miguel Borja          | 73' |
| 15         | DEL        | Sebastián Driussi     |     |
| Entrenador | Entrenador | Marcelo Gallardo      |     |

| 22         | POR        | Guido Herrera        |      |
| 29         | DEF        | Gastón Benavídez     |      |
| 28         | DEF        | Juan Carlos Portillo |      |
| 6          | DEF        | Juan Rodríguez       |      |
| 16         | DEF        | Miguel Navarro       |      |
| 27         | MED        | Juan Portilla        | 72'  |
| 30         | MED        | Ulises Ortegoza      | 100' |
| 10         | MED        | Rubén Botta          |      |
| 11         | DEL        | Valentín Depietri    | 72'  |
| 9          | DEL        | Federico Girotti     | 62'  |
| 8          | DEL        | Matías Galarza       | 98'  |
| Entrenador | Entrenador | Alexander Medina     |      |

| 11 | DEL | Facundo Colidio    | 37' |
| 18 | DEL | Gonzalo Martínez   | 66' |
| 10 | MED | Manuel Lanzini     | 70' |
| 17 | DEF | Paulo Díaz         | 70' |
| 7  | MED | Matías Rojas       | 90' |
| 5  | MED | Matías Kranevitter | 90' |

| 77 | DEL | Rick               | 63'  |
| 7  | DEL | Nahuel Bustos      | 74'  |
| 33 | MED | Emanuel Reynoso    | 75'  |
| 17 | MED | Joaquín Mosqueira  | 105' |
| 15 | DEF | Blas Riveros       | 105' |
| 25 | DEL | Cristian Tarragona | 119' |

| Matías Rojas     | Fallo de penal (atajado) | 0:0 |                          |                    |
|                  |                          | 0:0 | Fallo de penal (atajado) | Emanuel Reynoso    |
| Gonzalo Martínez | Acierto de penal         | 1:0 |                          |                    |
|                  |                          | 1:1 | Acierto de penal         | Joaquín Mosqueira  |
| Miguel Borja     | Acierto de penal         | 2:1 |                          |                    |
|                  |                          | 2:1 | Fallo de penal (atajado) | Cristian Tarragona |
| Gonzalo Montiel  | Fallo de penal (atajado) | 2:1 |                          |                    |
|                  |                          | 2:1 | Fallo de penal (atajado) | Ulises Ortegoza    |
| Facundo Colidio  | Fallo de penal (atajado) | 2:1 |                          |                    |
|                  |                          | 2:2 | Acierto de penal         | Nahuel Bustos      |
| Manuel Lanzini   | Fallo de penal (atajado) | 2:2 |                          |                    |
|                  |                          | 2:3 | Acierto de penal         | Gastón Benavídez   |

| Amonestado | 16'  | Valentín Depietri |
| Amonestado | 20'  | Gastón Benavídez  |
| Amonestado | 22'  | Enzo Pérez        |
| Amonestado | 25'  | Germán Pezzella   |
| Amonestado | 59'  | Santiago Simón    |
| Amonestado | 82'  | Juan Portilla     |
| Amonestado | 84'  | Ulises Ortegoza   |
| Amonestado | 100' | Miguel Borja      |

| Árbitro             | Nicolás Ramírez    |
| Árbitros asistentes | Pablo González     |
| Árbitros asistentes | Pablo Acevedo      |
| Cuarto árbitro      | Nazareno Arasa     |
| Quinto árbitro      | Juan Mamani        |
| VAR                 | Lucas Novelli Sanz |
| Asistentes del VAR  | Fernando Espinoza  |
| Asistentes del VAR  | Pablo Dóvalo       |

| 1          | POR        | Franco Armani         |     |
| 4          | DEF        | Gonzalo Montiel       |     |
| 6          | DEF        | Germán Pezzella       |     |
| 28         | DEF        | Lucas Martínez Quarta |     |
| 20         | DEF        | Milton Casco          |     |
| 31         | MED        | Santiago Simón        |     |
| 24         | MED        | Enzo Pérez            |     |
| 8          | MED        | Maximiliano Meza      | 73' |
| 30         | DEL        | Franco Mastantuono    | 46' |
| 9          | DEL        | Miguel Borja          | 73' |
| 15         | DEL        | Sebastián Driussi     |     |
| Entrenador | Entrenador | Marcelo Gallardo      |     |

| 22         | POR        | Guido Herrera        |      |
| 29         | DEF        | Gastón Benavídez     |      |
| 28         | DEF        | Juan Carlos Portillo |      |
| 6          | DEF        | Juan Rodríguez       |      |
| 16         | DEF        | Miguel Navarro       |      |
| 27         | MED        | Juan Portilla        | 72'  |
| 30         | MED        | Ulises Ortegoza      | 100' |
| 10         | MED        | Rubén Botta          |      |
| 11         | DEL        | Valentín Depietri    | 72'  |
| 9          | DEL        | Federico Girotti     | 62'  |
| 8          | DEL        | Matías Galarza       | 98'  |
| Entrenador | Entrenador | Alexander Medina     |      |

| 11 | DEL | Facundo Colidio    | 37' |
| 18 | DEL | Gonzalo Martínez   | 66' |
| 10 | MED | Manuel Lanzini     | 70' |
| 17 | DEF | Paulo Díaz         | 70' |
| 7  | MED | Matías Rojas       | 90' |
| 5  | MED | Matías Kranevitter | 90' |

| 77 | DEL | Rick               | 63'  |
| 7  | DEL | Nahuel Bustos      | 74'  |
| 33 | MED | Emanuel Reynoso    | 75'  |
| 17 | MED | Joaquín Mosqueira  | 105' |
| 15 | DEF | Blas Riveros       | 105' |
| 25 | DEL | Cristian Tarragona | 119' |

| Matías Rojas     | Fallo de penal (atajado) | 0:0 |                          |                    |
|                  |                          | 0:0 | Fallo de penal (atajado) | Emanuel Reynoso    |
| Gonzalo Martínez | Acierto de penal         | 1:0 |                          |                    |
|                  |                          | 1:1 | Acierto de penal         | Joaquín Mosqueira  |
| Miguel Borja     | Acierto de penal         | 2:1 |                          |                    |
|                  |                          | 2:1 | Fallo de penal (atajado) | Cristian Tarragona |
| Gonzalo Montiel  | Fallo de penal (atajado) | 2:1 |                          |                    |
|                  |                          | 2:1 | Fallo de penal (atajado) | Ulises Ortegoza    |
| Facundo Colidio  | Fallo de penal (atajado) | 2:1 |                          |                    |
|                  |                          | 2:2 | Acierto de penal         | Nahuel Bustos      |
| Manuel Lanzini   | Fallo de penal (atajado) | 2:2 |                          |                    |
|                  |                          | 2:3 | Acierto de penal         | Gastón Benavídez   |

| Amonestado | 16'  | Valentín Depietri |
| Amonestado | 20'  | Gastón Benavídez  |
| Amonestado | 22'  | Enzo Pérez        |
| Amonestado | 25'  | Germán Pezzella   |
| Amonestado | 59'  | Santiago Simón    |
| Amonestado | 82'  | Juan Portilla     |
| Amonestado | 84'  | Ulises Ortegoza   |
| Amonestado | 100' | Miguel Borja      |

| Árbitro             | Nicolás Ramírez    |
| Árbitros asistentes | Pablo González     |
| Árbitros asistentes | Pablo Acevedo      |
| Cuarto árbitro      | Nazareno Arasa     |
| Quinto árbitro      | Juan Mamani        |
| VAR                 | Lucas Novelli Sanz |
| Asistentes del VAR  | Fernando Espinoza  |
| Asistentes del VAR  | Pablo Dóvalo       |

|                                  |
|                                  |
| Campeón Talleres (C) 1.er título |